# Ozodicera (Dihexaclonus) gracilirama
Ozodicera (Dihexaclonus) gracilirama is een tweevleugelige uit de familie langpootmuggen (Tipulidae). De soort komt voor in het Neotropisch gebied.